# Bente Kongsbøl
 Der er for få eller ingen kildehenvisninger i denne artikel, hvilket er et problem. Du kan hjælpe ved at angive troværdige kilder til de påstande, som fremføres i artiklen.

Bente Kongsbøl (født 1950) er en dansk sceneinstruktør. 
Bente Kongsbøl er cand.mag. i dansk og teatervidenskab fra Københavns Universitet i 1982. Herefter kom hun i mesterlære som sceneinstruktør hos Sam Besekow. 
Hun har bl.a. instrueret Ta’ Vestpå, Drenge! på Det Kgl. Teater i 1984, Mødre og Sønner på Café Teatret i 1991, Pitchfork Disney på Café Teatret i 1993, Zerline – En tjenestepiges fortælling på Det Kgl. Teater i 1994, Marisol på Det Kgl. Teater i 1995, Den store rolle på Grønnegårds Teatret, Århundredets Rose på Rialto Teatret i 2002, Gagarin Way på Café Teatret i 2003 og Tiny Dynamite på Café Teatret i 2005.